# Reteporellina sagitta
Reteporellina sagitta är en mossdjursart som beskrevs av Gordon 1989. Reteporellina sagitta ingår i släktet Reteporellina och familjen Phidoloporidae. Inga underarter finns listade i Catalogue of Life.